# Syncios
Syncios(Syncios モバイル管理)は、Anvsoft Incによって開発されたモバイルデバイス管理およびモバイルデータ転送ソフトウェアです。iPhone、iPad、iPod Touch と Android 端末に保存されている音楽、プレイリスト、着信音、Podcast、オーディオブック、ボイスメモ、iTunes U、動画、ムービー、テレビ番組、ミュージックビデオを PC で効率的に管理できます。同時に、YouTube、ニコ動など100超動画配信サイトから動画をダウンロードできるだけでなく、着信音メーカーも実装し、iPhone の着信音を好きなだけ作成可能です。

## 主要な特徴

### データのバックアップと復元
Syncios ソフトウェアは現在、音楽、ビデオ、写真、アプリ、メモ、ブックマーク、連絡先、テキストメッセージ、 iMessages、通話履歴、 Safari 履歴と WhatsApp メッセージなどデータのバックアップと復元をサポートしています。
iOS や Android 端末にある大切なメッセージ、メモ、連絡先、Safari 履歴、ブックマーク及びほかの個人データを PC の大画面で編集と削除できるし、PC にバックアップすることもできます。Syncios Ultimateを使えば、異なる OS に機種変更する時のデータ移行機能も簡単にできます。

### オンライン動画をダウンロード
Syncios ソフトウェアは、YouTube、 Facebook、 Dailymotion、 Vimeo などをはじめとする100以上の動画共有サイトから動画を無料でダウンロード保存できます。

### 動画と音声変換ツール
Synciosは、オーディオファイルをMP3 / M4A / M4R / CAF形式に変換し、ビデオをMP4 / M4V / MOV形式に変換し、変換したファイルを携帯電話に直接転送することをサポートしています。 また、カスタムの着信音やテキストトーンを作成できる着信音メーカーも搭載しています。

## バージョン履歴
Synciosの最初のバージョンは、2012年7月11日に Anvsoft Incによって開発およびリリースされました。 当初、iTunesの代替ツールとして作成されました。初期バージョンは、Windows、XP、Windows 7、Windows 8を含む Windows コンピューターでのみ利用可能で、iOSデバイスのみをサポートしています。
Syncios Mac バージョンは2015年8月25日に無料でリリースされましたが、その機能は Windows バージョンほど強力ではありません。ビデオダウンローダー、着メロメーカー、iTunesライブラリマネージャーなどの機能は隠されていました。
Syncios Manager Windows 版の更新履歴:
2015年12月21日、Syncios Manager for win 5.0.0 がリリースされました。このバージョンはマイルストーンでした。 Android スマートフォンとタブレットのサポートと管理を開始しました。

2016年1月2日、Syncios Manager for win 6.0.0 がリリースされました。有料の Ultimate バージョンへのアップグレードを追加します。

2017年7月14日、Syncios Manager for win 6.2.0 がリリースされました。iOS 11ベータ版および Android 7.0 Nougatに対応しています。

2018年9月1日、Syncios Manager for win 6.5.1 がリリースされました。iOS 12 に対応しています。

2019年7月29日、Syncios Manager for win 6.6.2 がリリースされました。iOS 13 に対応しています。

2019年11月1日、Syncios Manager for win 6.6.4 がリリースされました。 Android 10に対応しています。

2020年7月8日、Syncios Manager for win 6.6.9 がリリースされました。iOS 14に対応しています。

Syncios Manager for Mac 版の更新履歴：
2019年11月5日、Syncios Manager for Mac 7.0.0 がリリースされました。iOS 13、Mac OS 10.15に対応しています。

2020年8月7日、Syncios Manager for mac 7.0.2 がリリースされました。iOS 14と完全に互換性があります。

## Syncios の対応 OS とハードウェア関連の情報

### Windows
- 対応 OS： Window 8.1/ 8/ 7/ 10/ Vista (32&64bits)
- ハードディスクの空き容量：200 MB 以上

### Mac
- 対応 OS： Mac OS X 10.9, 10.10, 10.11, 10.12, 10.13, 10.14, 10.15.
- ハードディスクの空き容量： 1G 以上[4]